# Goiás EC
Goiás Esporte Clube este un club de fotbal din Goiânia, Goiás, Brazilia. 

## Antrenori
| - Zé Mario (1987–88) - Luiz Felipe Scolari (1988) - Zé Mario (1991–92) - Carlos Alberto Silva (1997–98) - Lori Sandri (2001) - Nelsinho Baptista (Aug 27, 2002 – iunie 18, 2003) - Edinho (Aug 27, 2002 – iunie 15, 2003) - Cuca (mai 26, 2003 – Dec 13, 2003) - Ivo Wortmann (Dec 16, 2003 – Feb 27, 2004) - Celso Roth (30 martie 2004 – Dec 19, 2004) - Péricles Chamusca (Jan 1, 2005 – aprilie 24, 2005) - Edson Gaúcho (aprilie 24, 2005 – 17 iulie 2005) - Geninho (18 iulie 2005 – mai 10, 2006) - Antônio Lopes (mai 12, 2006 – Aug 14, 2006) | - Geninho (Aug 14, 2006 – mai 6, 2007) - Wanderley Filho (int.) (mai 1, 2007 – mai 12, 2007) - Paulo Bonamigo (mai 11, 2007 – Sept 15, 2007) - Márcio Araújo (Sept 20, 2007 – Nov 29, 2007) - Cassius Hartmann (int.) (Dec 1, 2007 – Dec 31, 2007) - Caio Júnior (Jan 6, 2008 – mai 5, 2008) - Vadão (mai 7, 2008 – iunie 15, 2008) - Hélio dos Anjos (iunie 15, 2008 – Jan 25, 2010) - Jorginho Cantinflas (Jan 25, 2010 – aprilie 20, 2010) - Émerson Leão (aprilie 26, 2010 – Aug 27, 2010) | - Jorginho (Aug 29, 2010 – Nov 9, 2010) - Arthur Neto (Nov 9, 2010 – iunie 28, 2011) - Márcio Goiano (2011) - Ademir Fonseca (2011) - Enderson Moreira (2011–2013) - Claudinei Oliveira (2014) - Ricardo Drubscky (2014) - Wagner Lopes (2015) - Hélio dos Anjos (2015) - Julinho Camargo (2015) - Arthur Neto (2015–) |  |